# 宇都隆史
宇都 隆史（うと たかし、1974年〈昭和49年〉11月12日 - ）は、日本の政治家。自由民主党所属の元参議院議員（2期）。
外務副大臣（菅義偉内閣）、参議院外交防衛委員会委員長（第192回国会、第193回国会）、外務大臣政務官（第2次安倍改造内閣・第3次安倍内閣）、航空自衛官（最終階級：1等空尉）を歴任。

## 来歴
鹿児島県鹿児島市出身。出生地は同県曽於郡大隅町（後に曽於市）旧岩川町地域で、幼少期は奄美群島の大島郡徳之島町で育つ。1987年（昭和62年）鹿児島市立原良小学校卒業、1990年（平成2年）鹿児島市立城西中学校卒業、1993年（平成5年）鹿児島県立鶴丸高等学校卒業。
防衛大学校理工学部に41期生として入学するが、日本国憲法の単位を落としたことが原因で、一年留年する。1998年（平成10年）に卒業（第42期）し、航空自衛隊入隊。同年幹部候補生学校を経て、要撃管制官となる。
三沢基地を経て、稚内分屯基地（レーダーサイト）に勤務。春日基地にて西部航空方面隊司令官の副官として勤務した後、2007年（平成19年）、松下政経塾への合格をきっかけに退官。同年、松下政経塾に入塾（第28期）。2010年（平成22年）3月、同塾を卒業。

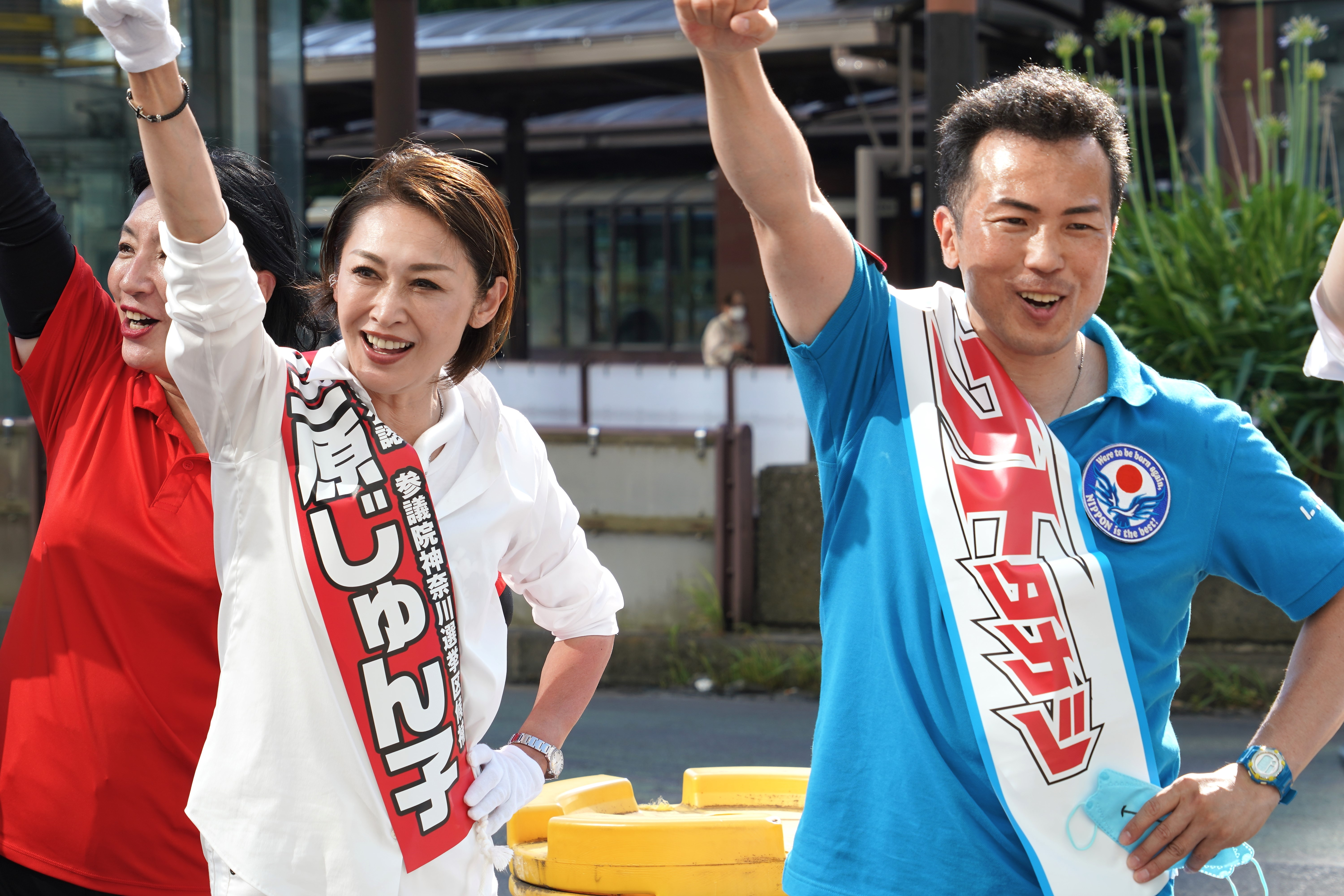
2022年6月、横浜駅前にて
右が宇都隆史

2010年（平成22年）7月、第22回参議院議員通常選挙に自民党公認で比例区に出馬し初当選。2016年（平成28年）7月、第24回参議院議員通常選挙に出馬し、得票数15位で再選。2022年（令和4年）7月、第26回参議院議員通常選挙に出馬し、得票数19位（特定枠含め21位）で落選。

## 主な政治的主張
- 婚外子の相続差別撤廃に反対している[10]。なお、最高裁判所は2013年9月4日に相続において婚外子を差別する民法の規定が違憲であるとの判断を下した[11]。同年12月5日に婚外子の相続分規定改正案が可決された際には、自民党の党議拘束に反し、賛成票を投じなかった[12]。
- 選択的夫婦別姓制度の導入に反対している[13]。
- 国会議員の靖国神社参拝に賛成[14]。

## 私生活
- 前妻との間に、2女がある。知名度も地盤も資金もなく、政治家としての将来が不透明な状態での出馬について、前妻を説得できず離婚に至った[15]。
- 2012年（平成24年）4月、現在の夫人と再婚した[16]。

## 栄典
- ホンジュラス:フランシスコ・モラサン勲章金プラカ大十字章 - （2015年）

## 所属団体・議員連盟
- 日本ウイグル国会議員連盟
- 新憲法制定議員同盟
- 日本会議国会議員懇談会[17]
- みんなで靖国神社に参拝する国会議員の会[17]
- 家族の絆特命委員会[要出典]
- TPP交渉における国益を守り抜く会[要出典]
- 防衛省全国情報施設振興議員連盟[要出典]
- 統合医療推進議員連盟（事務局次長）[要出典]
- 日本の尊厳と国益を護る会[18]

## 党役職
- 国会対策委員
- 安全保障関係団体委員長
- 政務調査会国防部部会長代理
- 外交部会副部会長
- 国際局次長
- 女性局次長
- 青年局次長
- 広報戦略局次長